# Håkan Jonasson
Per Håkan Jonasson, född 2 mars 1969 i Höganäs, är en svensk före detta fotbollsdomare från Helsingborg. Han dömde fotbollsmatcher i Allsvenskan och Superettan mellan åren 1999 och 2009.